# Rochedos Koynare
Os Rochedos Koynare (em búlgaro:  скали Койнаре, ‘Skali Koynare’ ska-'li koy-'na-re) são um pequeno grupo de rochedos na Baía do Herói fora da costa norte Ilha Livingston nas Ilhas Shetland do Sul, Antártica situados 7,5 km a nordeste do Cabo Siddons, 5,3 km a nordeste do Cabo Bezmer e 1,4 km a sul das Ilhotas Miladinovi. A área foi visitada por caçadores de foca no início do século XIX.
Os rochedos receberam o nome do povoado de Koynare na Bulgária norte-ocidental.

## Localização
Os Rochedos Koynare estão localizados em 62° 29′ 33″ S, 60° 20′ 27″ O (Mapeamento búlgaro em 2009).

## Ligações Externas
- Rochedos Koynare.